# القبطان فلينت

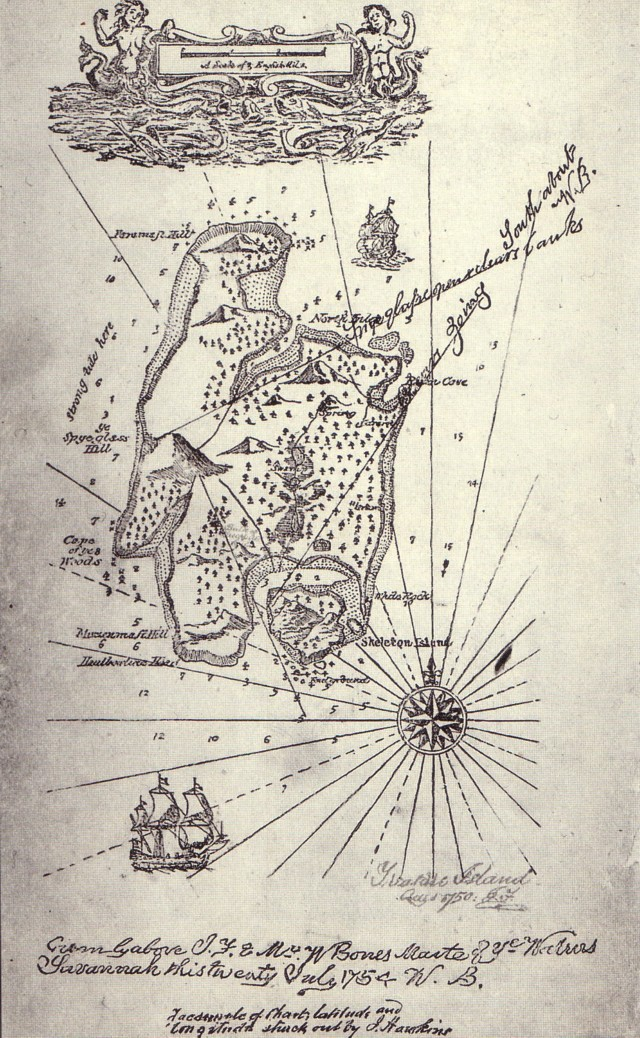
الخريطة التي صنعها روبرت لويس ستيفنسون.

القبطان جون فلينت (بالإنجليزية: Captain J. Flint)‏ (لم يعط اسمه الشخصي كاملا في الرواية) قرصان خيالي وقبطان سفينة الفظ، في رواية جزيرة الكنز للكاتب الإسكتلندي روبرت لويس ستيفنسون.
دفن فلينت كنزا ضخما يقدر بحوالي 700,000 جنيه في جزيرة نائية تقع في البحر الكاريبي، وساعده على ذلك ستة من أفراد طاقمه. بعد أن تم دفن الكنز، قتل فلينت الستة كلهم وترك جثة ألاردايس وأذرعه ممدودة مشيرة إلى مكان الكنز.
احتفظ فلينت بخريطة تظهر موقع الكنز مؤرخة بتاريخ 1750، وسلمها وهو على فراش موته لنائبه ويليام "بيلي" بونز. تقع الخريطة لاحقا بين أيدي جيم هوكنز، بطل الرواية.
قيل أن الشخص الوحيد الذي خافه فلينت هو رئيسه البحري لونغ جون سيلفر، الذي أعطى لببغائه اسم «القبطان فلينت» سخرية من قبطانه الحقيقي.
قيل كذلك أنه توفي في نزل بيت القراصنة الذي يقع في مدينة سافانا الأمريكية. وذكر الكتاب أن موته كان بسبب شربه المفرط للرم. تشير الكتابة على الخريطة أن هذا كان عام 1754.